# Brama Lubelska w Zamościu

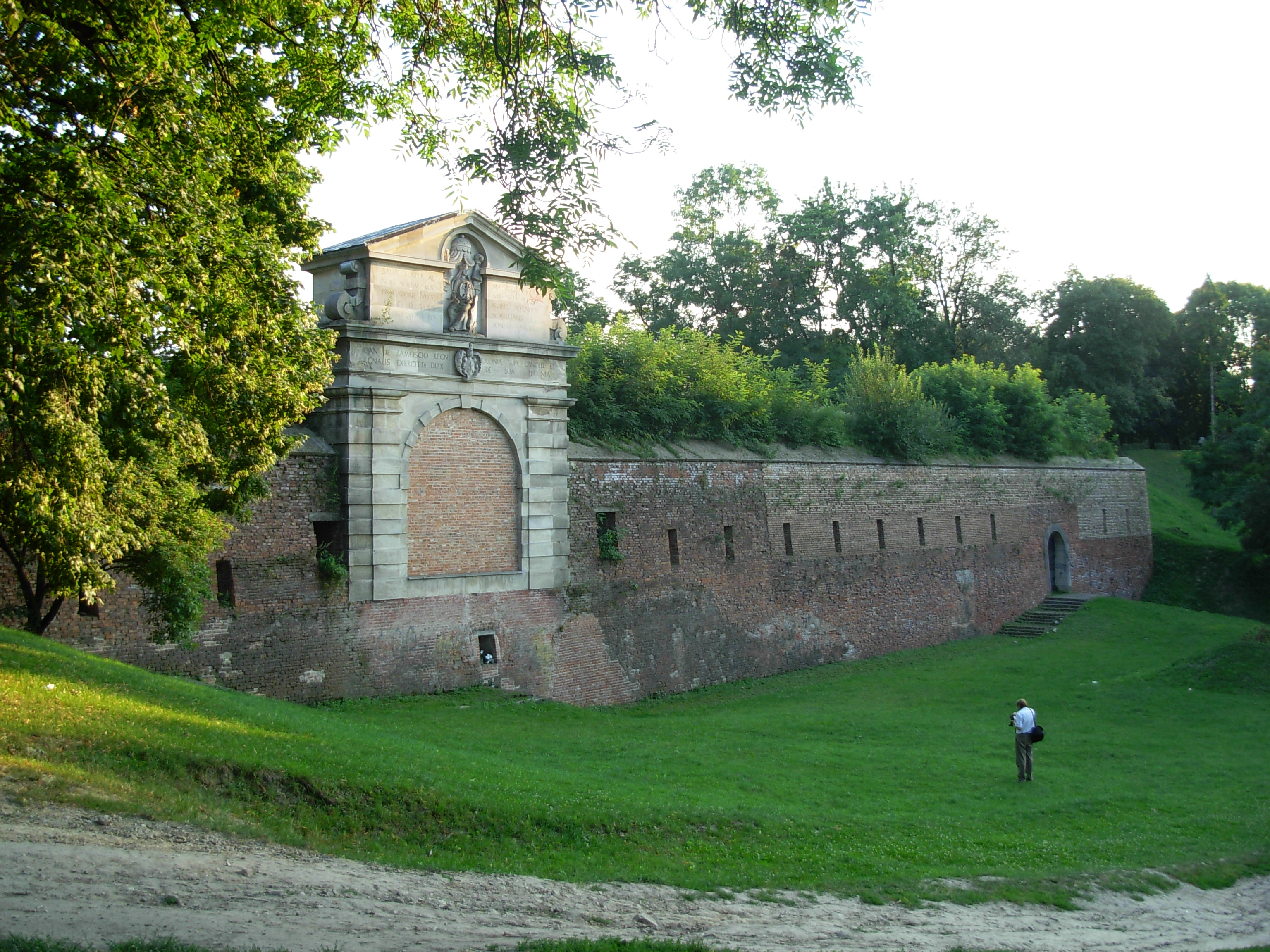
Stara Brama Lubelska przed renowacją i fosa (widok od północy), 2007

Brama Lubelska w Zamościu – jedna z dawnych bram na Starym Mieście w Zamościu, także element zamojskiej twierdzy.
Znajdują się tu jednak dwie bramy lubelskie: stara i nowa, związane z budową miasta pod koniec XVI wieku oraz jego modernizacją w okresie rozbiorów Polski.
Obie położone są przy północnej linii dawnych murów miasta.

## Stara Brama Lubelska

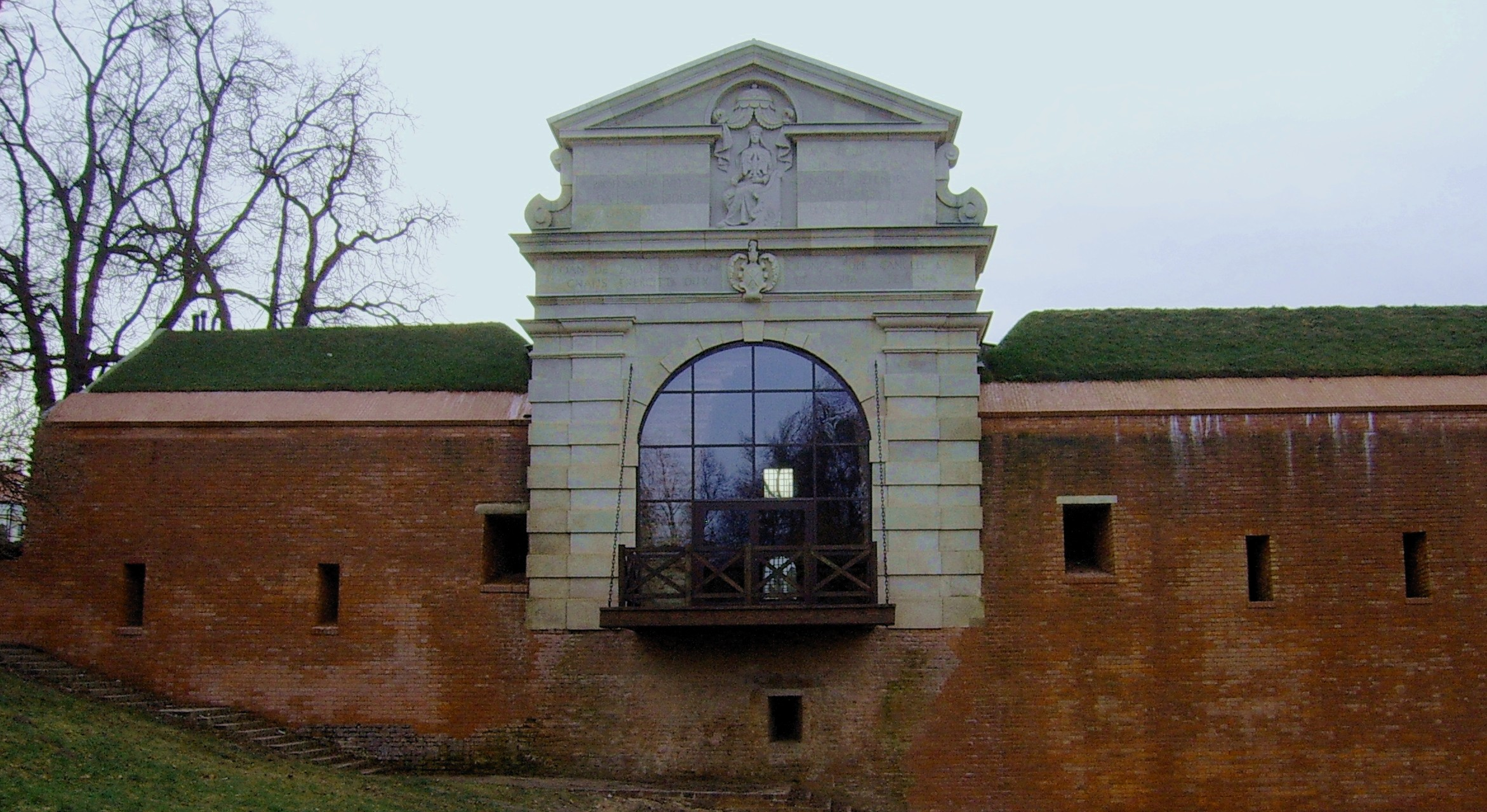
Brama Lubelska stara po pracach remontowych w latach 2008-09 (widok od północy)

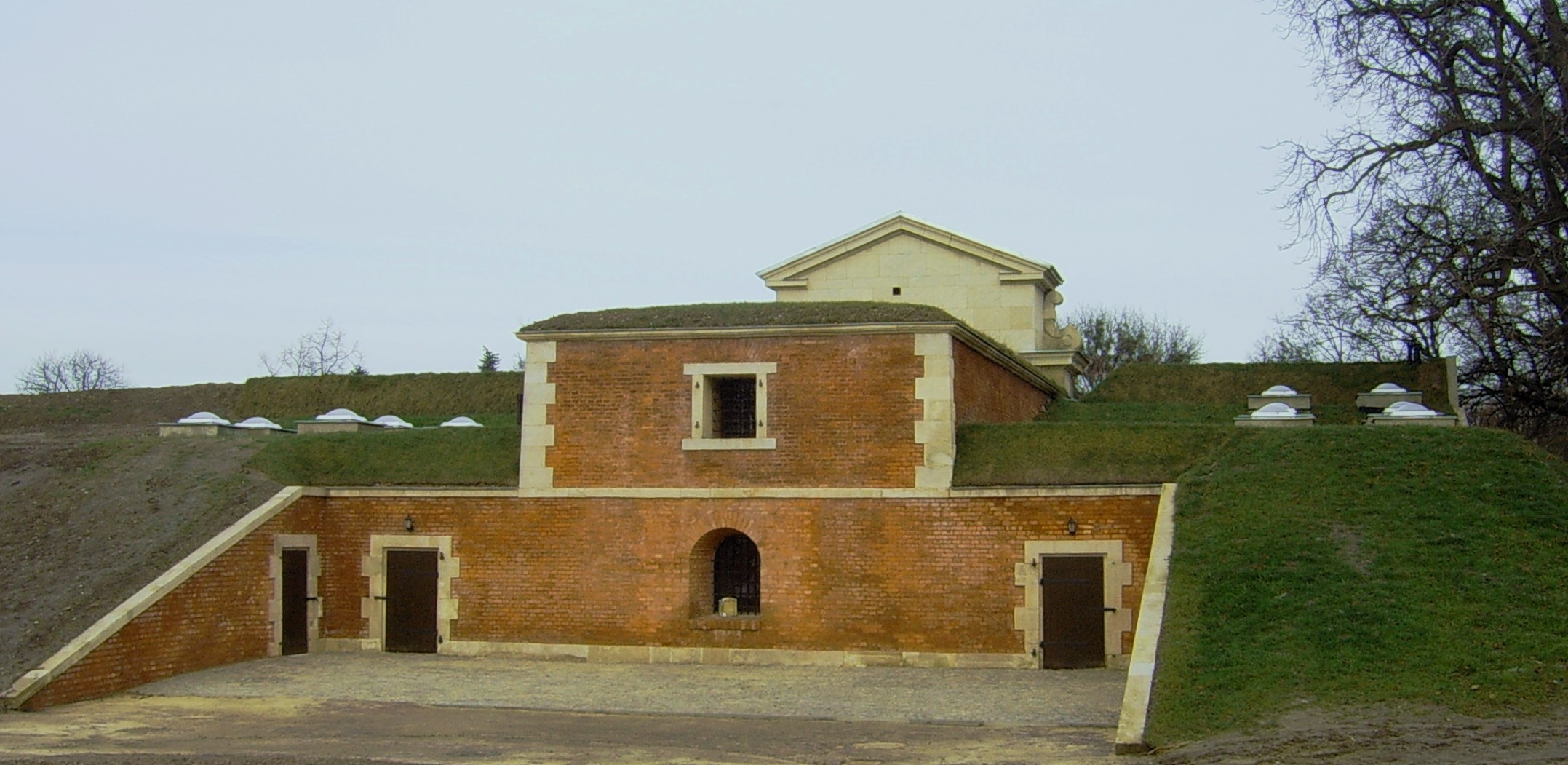
Brama Lubelska stara (widok od południa)

Położoną na rogu ulic Akademickiej i Królowej Jadwigi, między dawnymi bastionami IV i V, pierwszą Bramę Lubelską, zwaną także Janowicką, zbudowano pod koniec XVI wieku (1582-85), kiedy intensywnie rozbudowywany był Zamość. W roku około 1582 Jan Zamoyski, założyciel miasta, podczas spotkania z ówczesnym królem Polski Stefanem Batorym, obiecał królowi, iż nikt więcej oprócz niego nie przejedzie tą bramą, dlatego na początku wieku XVII została zamurowana z rozkazu hetmana najprawdopodobniej na pamiątkę gościny Stefana Batorego w Zamościu. Ponadto w roku 1588 Jan Zamoyski przeprowadził przez tę bramę jeńca z bitwy pod Byczyną, a mianowicie austriackiego arcyksięcia Maksymiliana, który pretendował do polskiego tronu. W związku z tym do wyjazdu na północ od miasta służyła położona przy południowej linii zamojskiej twierdzy Brama Szczebrzeska. Możliwe było tu jedynie przejście dla pieszych zwane Furtą Janowicką, do czasu jej ponownego otwarcia pod koniec wieku XVIII, w roku 1790, po którym wybudowany został dodatkowo drewniany most. Przejście przez tę bramę nie było jednak dostępne zbyt długo, albowiem podczas modernizacji twierdzy pod kierownictwem J. Mallet-Malletskiego, została ostatecznie zamurowana w latach 20. XIX wieku.
Potem było to dodatkowo miejsce przetrzymywania więźniów. Częściowo zburzona po likwidacji twierdzy w roku 1866, jednak dzięki rekonstrukcji w II poł. XX wieku można nadal podziwiać najstarszą zamojska bramę, z zachowanymi fragmentami kurtyn z wąskimi oknami od północy.
Wyróżnia się ona ponadto płaskorzeźbami po stronie północnej, przedstawiającymi m.in. personifikację patronki bramy, "Polonii", poniżej kartusz z herbem Zamoyskich, oraz inskrypcjami w języku łacińskim, skierowanymi do "Matki Polski".
Mieścił się tu klub i pub "Stara Brama", w którym odbywały się również koncerty grup rockowych. Po pracach remontowych lokal w bramie zajmowała nowa restauracja z galerią o nazwie "Brama". Obecnie jest tu inny obiekt z barem i muzyką przeznaczony do wynajmu na różne imprezy.
Tuż przy wschodnim boku tej bramy znajduje się pomnik Dzieci Zamojszczyzny, natomiast nieco dalej na północ, na terenie parku miejskiego, stoi jedyny zachowany kojec.

## Nowa Brama Lubelska

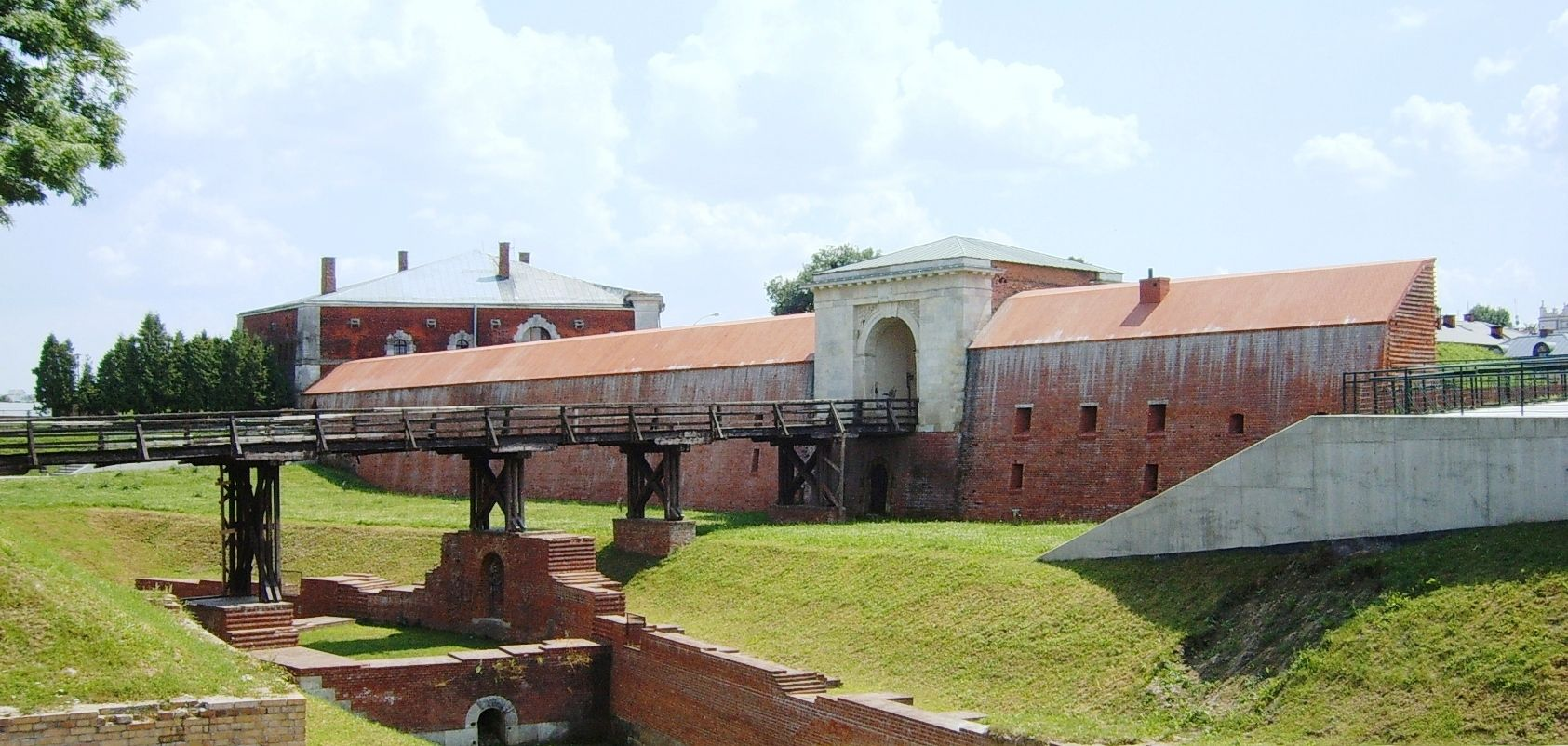
Brama Lubelska nowa ze zrekonstruowaną kurtyną (widok od północy)

Po zamurowaniu starej Bramy Lubelskiej zbudowano nową (1821–22), położoną bardziej na wschód (ulica W. Łukasińskiego), pomiędzy bastionami V i VI. Od strony południowej znajdują się w niej 3 wejścia w formie arkad: główne pośrodku z przejściem na drugą stronę bramy, przez które przeprowadzony był przejazd oraz dwie boczne arkady, mniejsze, jakie stanowiły wejścia do tutejszych pomieszczeń fortecznych.
Niewielkie ozdoby z płaskorzeźbami gałęzi dębowych znajdują się po północnej stronie bramy.
Po 1866 roku brama ta ocalała; w latach 80. XX wieku przywrócono drewniany most na północ od bramy, nad dawną fosą (tzw. "kaczymi dołami") i fragmentami jednego z kojców. Po obu bokach bramy zachowane są także krótkie odcinki murów (kurtyny) z małymi oknami od strony północnej.
Po II wojnie światowej mieścił się tu dworzec autobusowy, a do niedawna niewielki bar gastronomiczny. Obecnie (po pracach remontowych) budynek zajmuje nowa restauracja z klubem muzycznym o nazwie "Bastion".
W latach 2007–2009 obie bramy były objęte wspomnianymi pracami remontowymi w ramach miejskiego projektu renowacji o nazwie "Konserwacja, renowacja i adaptacja na cele kultury zespołów fortyfikacji Starego Miasta w Zamościu".

## Galeria

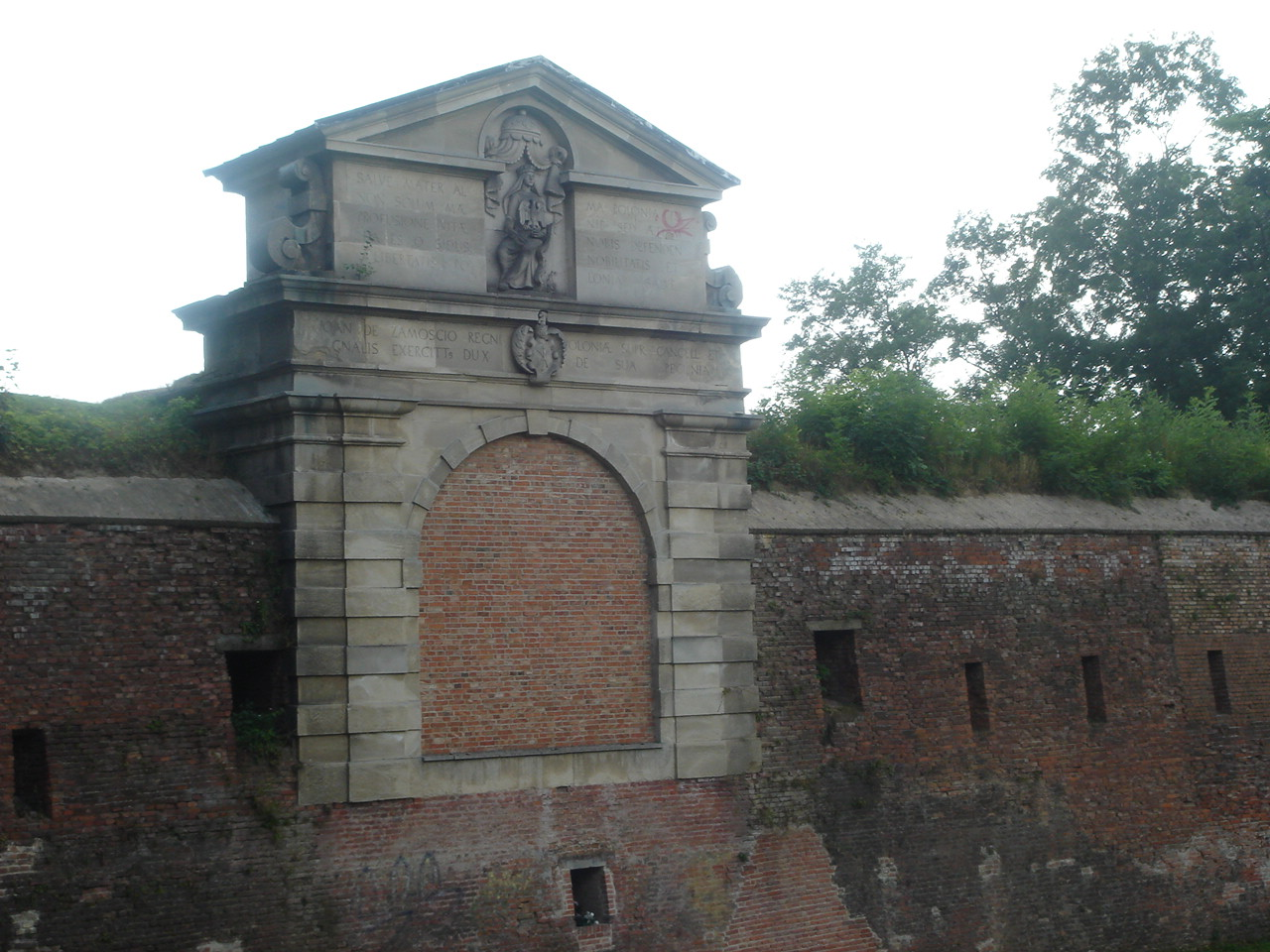
Brama Lubelska stara przed remontem
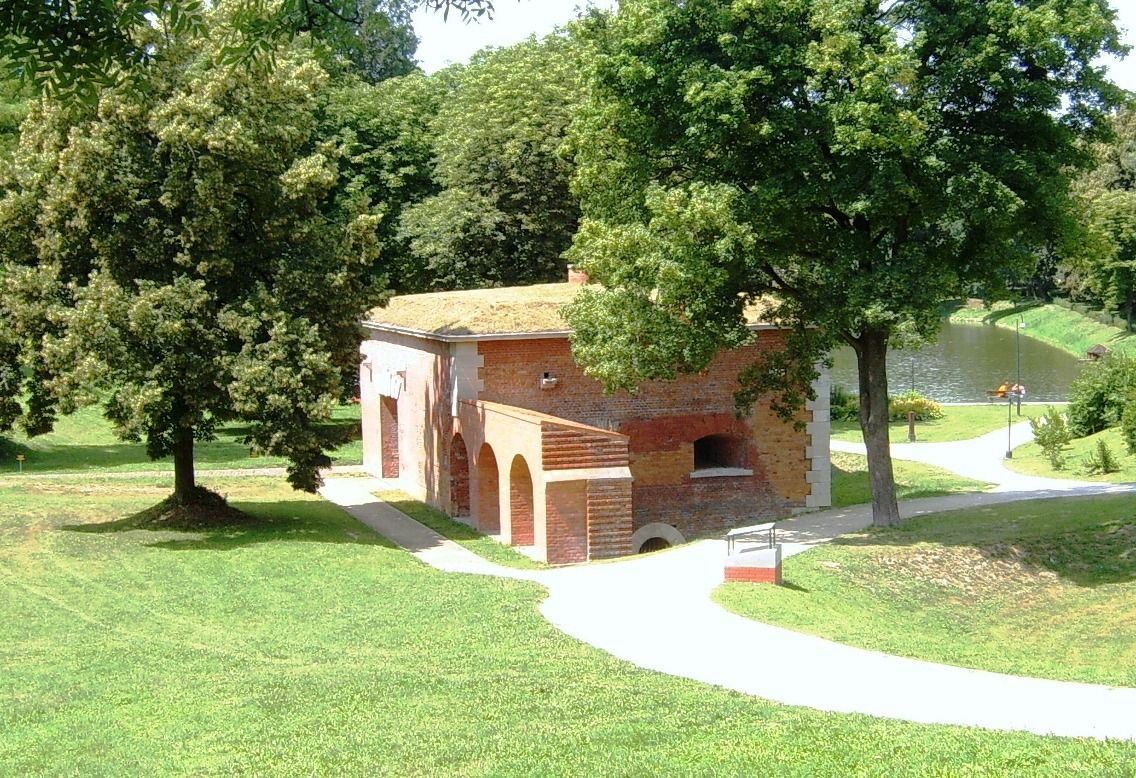
Kojec obok starej Bramy Lubelskiej
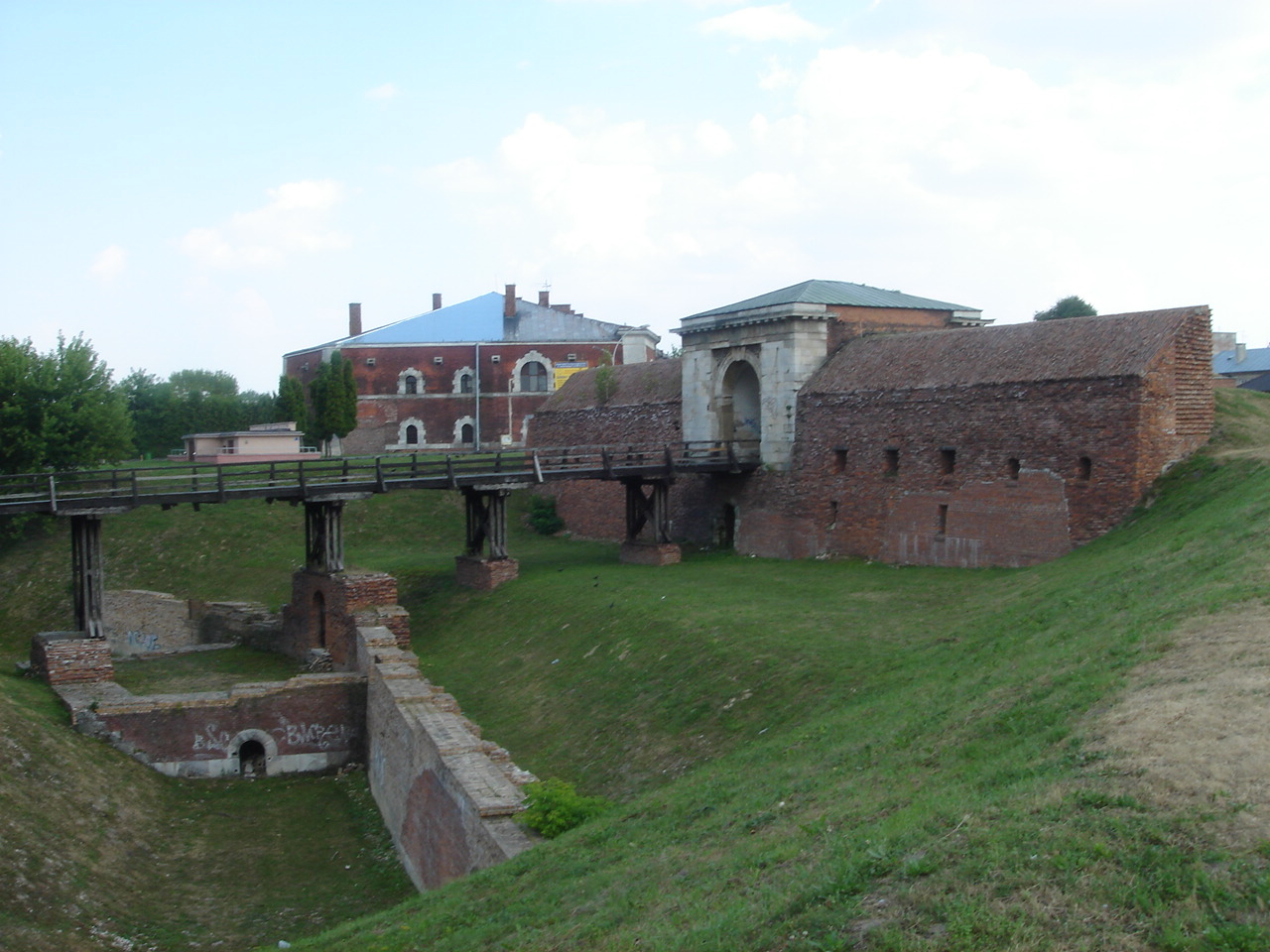
Brama Lubelska nowa przed remontem
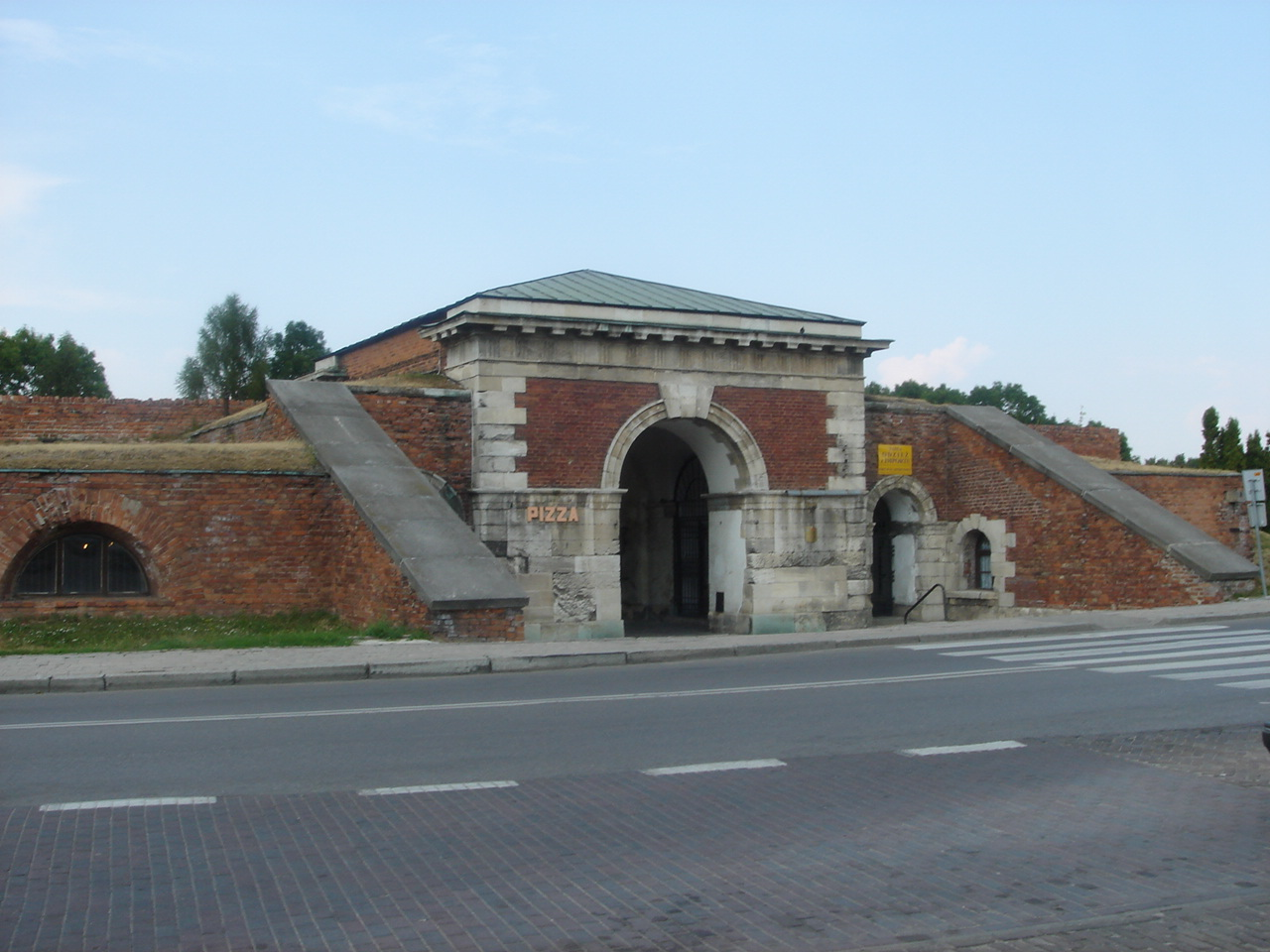
Brama Lubelska nowa (widok od południa)